# Бодом (озеро)
Озеро Бодом (фін. Bodominjärvi, швед. Bodom träsk) — озеро у Фінляндії, розташоване на околицях міста Еспоо, недалеко від Гельсінкі. В довжину озеро має приблизно 3 кілометри, в ширину — 1 кілометр.
Озеро є сумновідомим вбивствами, які сталися на ньому 6 червня 1960 року, коли тут було вбито 3 підлітки. Фінська метал-група Children of Bodom із Еспоо взяла собі назву якраз на основі цієї історії.